# Grandes Ángeles (Digimon)
Los Tres Grandes Ángeles (三大天使 Sandaitenshi, lit: "Tres Arcángeles") es un grupo tres Digimon de nivel Definitivo, derivados de la Primera Jerarquía perteneciente a la Angeología Cristiana desarrollada por Pseudo Dionisio de Areopagita, así como de los Arcángeles reconocidos por la Iglesia católica. El grupo Digimon está formado por Seraphimon, Ophanimon y Cherubimon. Se dice que las habilidades de Lucemon fueron heredadas y divididas entre los tres.

## Historia
Los digimon ángeles fueron divididos en tres bandos por Lucemon, liderados por los “3 Grandes Ángeles”, quienes dirigen la Armada del Panteón. En diferentes temporadas tuvieron sus propios compañeros pero solo evolucionaban al nivel Ultra (antes del Mega). Seraphimon era el digimon de T.K. Takaishi, Ophanimon era la compañera de Kari Kamiya y Cherubimon (Kerpymon) tenía como tamer a Suzie Wong.

## Seraphimon
- Es el Ángel del coro de los Serafines que protege el Orden y la Justicia Divina.

Origen del nombre: Hebreo. Serafín (שׂרפים) es el rango más alto de los ángeles.
Es uno de los Tres Grandes Ángeles Digimon elegido para gobernar el Mundo Digital, se le dieron los Spirits del Viento y Luz, y era el responsable de mantener la ley y el orden en el Mundo Digital. Sin embargo, cuando Kerphymon es corrompido, Seraphimon es derrotado y sellado lejos, en su Castillo de Cristal en la Terminal del Bosque. Él es liberado por los Digielegidos, que fueron llevados allí por Ophanimon, pero no duraron mucho porque fueron derrotados por Mercurymon en su estado debilitado. Su Digihuevo es protegido por el Digimon elegido Bokomon, luego ayudó en gran parte para que Takuya y Koji usaran la Evolución Fusión. 
| Nombre:           | Seraphimon                                                                                   |  |
| ----------------- | -------------------------------------------------------------------------------------------- |  |
| Aparece en:       | La 3 ª película como Patamon así como en Digimon Frontier como uno de los 3 grandes ángeles. |  |
| Nivel             | Lv.6 Cuerpo Definitivo                                                                       |  |
| Compañero(s):     | Los otros Ángeles Virus Busters Wind Guardians                                               |  |
| Función:          | Vacuna                                                                                       |  |
| Virtud:           | La Justicia                                                                                  |  |
| Afiliación:       | Digimon Angel                                                                                |  |
| Técnica especial: | Siete Cielos Ascension Hallow Testamento                                                     |  |

## Kerpymon
- Es el Ángel del coro de los Querubines que protege la Sabiduría Divina.

(También conocido como Cherubimon). Es otro de los Tres Grandes Ángeles Digimons elegidos para gobernar el Mundo Digital, a Kerpymon se le dieron los Spirits de la Oscuridad, Acero, Agua, Madera y Tierra. Él era responsable de proteger todos los conocimientos y leyendas, así como las crónicas de todos los eventos del Mundo Digital. Él tuvo una fuerte compasión por los Digimons tipo Bestia y le comenzó a pedir a Seraphimon para que cambiara algunas de las leyes para los digimons del tipo bestia. Pero Kerpymon eventualmente empezó a pensar que ni Seraphimon ni Ophanimon cuidaban lo que él pensaba, más aún cuando vio que hablaban a su espalda (aunque malentendió lo que estaban hablando) y pensó que los dos estaban armando un complot para socavar con él. Pronto el odio y la tristeza consumieron a Kerpymon, abriendo su corazón a las tinieblas creadas por Lucemon. Transformándose en un ser malvado, Kerpymon reunió a todos los Digimons tipo Bestia y a otros que compartiesen sus creencias les declaró la guerra a los otros ángeles. Pero incluso con todos los datos recolectados para hacerse invencible fue derrotado y fue finalmente purificado de toda maldad. Poco tiempo después, Patamon encontró el Digihuevo de Kerpymon, del cual nació Lopmon. 
El espíritu purificado de Kerpymon hizo una breve aparición justo antes de la batalla final contra Lucemon.
| Nombre:           | Kerpymon |  |
| ----------------- | --- |  |
| Aparece en:       | La 3ª película, así como en Digimon Frontier como un ángel caído En frontier, fue uno de los 3 grandes ángeles. |  |
| Nivel             | Mega |  |
| Compañero(s):     | Los otros Ángeles                                                                                               |  |
| Función:          | Vacuna |  |
| Virtud:           | La Sabiduría |  |
| Afiliación:       | Digimon Angel                                                                                                   |  |
| Técnica especial: | Lanza relámpago                                                                                                 |  |

## Ophanimon
- Es el Ángel del coro de los Tronos que protege el Amor Divino.

Origen del nombre: Hebreo. Ophanim (del latín Ophan) es una clase de seres celestiales, comúnmente asociados a los Tronos.
El último de los Tres Grandes Ángeles Digimon elegidos para gobernar el Mundo Digital, se le dieron los Spirits del Fuego, Trueno y Hielo. Ella es la responsable de la preservación del Mundo Digital, preservando toda la vida y el amor hasta que Kerphymon fue corrompido por la oscuridad de Lucemon. Cuando atacaron a Seraphimon y Ophanimon, este se entregó a Kerphymon a cambio de que Seraphimon regresara a la vida. 
Atrapada en el Castillo de las Tinieblas en la Estrella Rosa de la Mañana (conocida como la Venus Rosa en la versión japonesa), logró reunir a muchos niños en Tokio a tomar a Trailmon para que los llevara al Mundo Digital, donde cinco de ellos se convirtieron en los Guerreros Legendarios. Posteriormente fue liberada por los niños, solo el sacrificio de sí misma para obtener el D-Tector para purificar a Kerphymon (pero falló). Utilizando su último poder actualizó los D-Tectors de Takuya y Koji para que juntos, ambos pudiesen utilizar todos los Spirits para digievolucionar en EmperorGreymon y MagnaGarurumon respectivamente. Poco tiempo después, luego de que los Digielegidos llegaron a la luna, Patamon encontró el digihuevo de Ophanimon, del cual salió Salamon. Además está muy enamorada de Seraphimon.
| Nombre:           | Ophanimon                                                                                             |  |
| ----------------- | --- |  |
| Aparece en:       | Digimon Frontier como uno de los 3 grandes ángeles También se considera una contraparte de Lilithmon. |  |
| Nivel             | Mega                                                                                                  |  |
| Compañero(s):     | Los otros Ángeles Virus Busters                                                                       |  |
| Función:          | Vacuna                                                                                                |  |
| Virtud:           | El Amor                                                                                               |  |
| Afiliación:       | Digimon Angel                                                                                         |  |
| Técnica especial: | Cristal Sefirot Jabalina del Edén Cristal Sefirot Aéreo Aguja del Edén Aire del Edén                  |  |